# Blurred Lines (album)
Blurred Lines – szósty album studyjny amerykańskiego piosenkarza Robina Thicke’a wydany w lipcu 2013 roku nakładem wytwórni Star Trak i Interscope.
Album zadebiutował na pierwszym miejscu brytyjskiej i szkockiej listy najczęściej kupowanych płyt, dotarł także na szczyt notowania w Stanach Zjednoczonych, Kanadzie i Szwajcarii
W 2013 roku album otrzymał nominację do Nagrody Grammy w kategorii Najlepszy popowy album wokalny.

## Single
Głównym singlem promującym album został tytułowy utwór „Blurred Lines” nagrany we współpracy Pharrella Williamsa i T.I.'a; został wydany pod koniec marca 2013 roku. Piosenka dotarła do pierwszego miejsca list przebojów m.in. w Stanach Zjednoczonych, Australii, Republice Południowej Afryki, Kanadzie, Nowej Zelandii, Austrii, Polsce i Wielkiej Brytanii, gdzie został także najczęściej kupowanym w sprzedaży cyfrowej utworem w 2013 roku (podobnie w Ameryce).
Drugim singlem z albumu został utwór „For the Rest of My Life”, który trafił do rozgłośni radiowych 21 maja 2013 roku, dwa tygodnie później został dopuszczony do sprzedaży cyfrowej. Na trzeci singiel promujący płytę został wybrany numer „Give It 2 U” nagrany z gościnnym udziałem Kendricka Lamara; utwór wydano 2 lipca 2013 roku. Ostatnim, czwartym singlem została piosenka „Feel Good” wydana 12 listopada 2013 roku.

### Odbiór i krytyka
Nick Catucci w recenzji dla tygodnika Entertainment Weekly uznał płytę za przewidywalną, materiał na niej zawarty opisał jako zawierający nieśmiały, butikowo-salonowy klimat. Andrew Chan z Slant Magazine przyznał, że album ma podniecający początek, jednak Thicke zawarł na nim niewiele współczesnego R&B, zamiast tego prezentując narcystyczne gesty przyciągające seksualnie (ang. narcissistic come-ons) oraz tępe wypowiedzi. Caroline Sullivan na łamach magazynu The Guardian oceniła płytę jako daleką od naprawdę dobrego albumu, przyznając jej dwie z pięciu gwiazdek. Hermione Hoby w ocenie dla The Observer napisała, że niektóre utwory z krążka są strawnym posiłkiem na imprezę, jednak warstwa tekstowa sprawia, że całość nie jest tak rozrywkowa. Greg Kot z redakcji Chicago Tribune uznała, że niesmaczne teksty rujnują ekscytujący nastrój wywołany przez muzykę.
Rob Tannenbaum z magazynu Rolling Stone ocenił album jako optymistyczne, prawie perfekcyjne letnie nagranie, które poprawiło się w porównaniu z poprzednimi płytami Thicke'a. Mateusz Ryman z portalu JazzSoul.pl wierzył, że cały krążek będzie (...) towarzyszył w niejednej wakacyjnej podróży, na niejednej imprezie. Annie Zaleski z The A.V. Club doceniła wokalistę za jego szczere piosenki, takie jak „For the Rest of My Life” czy „The Good Life”, oraz za żartobliwość w tych mniej introspektywnych, co uznała za największą wartość całego krążka. Sergiusz Królak w ocenie dla portalu All About Music przyznał, że płyta została wyprodukowana na najwyższym poziomie, jednak w porównaniu z poprzednimi krążka Thicke'a Blurred Lines wypada średnio, słowa nie porywają, czasem wręcz nużą. Brian Mansfield w recenzji dla USA Today wyraził nadzieję, że aroganckie zachowanie Thicke'a poprawi wrażenie wywarte przez niesmaczne seksualnie piosenki, a płytę włączą nawet ci słuchacze, których teksty piosenek rozśmieszą, skrzywią lub nawet wywołają stękanie z niezadowolenia. Dziennikarz serwisu Onet.pl, Paweł Gzyl, opisał album jako wystylizowany na popową modłę soul i funk najwyższej próby, docenił także jego kapitalne melodie, świetny wokal, pozytywną energię Keith Harris z magazynu Spin uznał, że Blurred Lines jest albumem, do którego nagrania Justin Timberlake był zbyt sławny.

## Lista utworów
Opracowano na podstawie materiału źródłowego.
| Nr  | Tytuł utworu            | Autorzy | Producenci        | Długość |
| --- | ----------------------- | --- | ----------------- | ------- |
| 1.  | „Blurred Lines”         | Robin Thicke, Pharrell Williams, Clifford Harris Jr.                                                             | Pharrell Williams | 4:23    |
| 2.  | „Take It Easy on Me”    | Timothy Mosley, Thicke, Jerome „J-Roc” Harmon, Jacob Luttrell, Timothy Clayton, Chris Godbey                     | Timbaland, Harmon | 3:47    |
| 3.  | „Ooo La La”             | Thicke, Joe Augello                                                                                              | Thicke, ProJay    | 4:38    |
| 4.  | „Ain't No Hat 4 That”   | Thicke, Augello, Alan Thicke                                                                                     | Thicke, ProJay    | 3:20    |
| 5.  | „Get in My Way”         | Thicke, ProJay, Max                                                                                              | Thicke, ProJay    | 3:11    |
| 6.  | „Give It 2 U”           | Thicke, Kendrick Lamar Duckworth, William Adams, Łukasz Gottwald, Henry Walter                                   | Dr. Luke, Cirkut  | 3:49    |
| 7.  | „Feel Good”             | Thicke, Adams | will.i.am         | 3:12    |
| 8.  | „Go Stupid 4 U”         | Thicke, Adams, Edward G. Fletcher, Clifton Nathaniel Chase, Sylvia Robinson, Melvin Glover, Jorge Mario Da Silva | will.i.am.        | 3:28    |
| 9.  | „4 the Rest of My Life” | Thicke, ProJay                                                                                                   | Thicke, ProJay    | 4:29    |
| 10. | „Top of the World”      | Thicke, ProJay                                                                                                   | Thicke, ProJay    | 4:55    |
| 11. | „The Good Life”         | Thicke | Thicke, ProJay    | 3:22    |
|     |                         | |                   | 42:34   |

## Notowania na listach przebojów
| Kraj              | Lista (2013)             | Najwyższe miejsce |
| ----------------- | ------------------------ | ----------------- |
| Stany Zjednoczone | Billboard 200            | 1                 |
| Wielka Brytania   | Top 40 Albums            | 1                 |
| Szkocja           | Top 40 Albums            | 1                 |
| Kanada            | Top 100 Albums           | 1                 |
| Szwajcaria        | Top 100 Albums           | 1                 |
| Holandia          | Top 100 Albums           | 3                 |
| Australia         | Album Top 50             | 4                 |
| Austria           | Album Top 75             | 5                 |
| Francja           | Album Top 100            | 10                |
| Dania             | Album Top 40             | 13                |
| Norwegia          | Album Top 40             | 15                |
| Portugalia        | Album Top 30             | 15                |
| Belgia            | Album Top 200 (Walonia)  | 17                |
| Belgia            | Album Top 200 (Flandria) | 17                |
| Polska            | Top 50 Albumów           | 20                |
| Chiny             | Album Top 30             | 30                |
| Włochy            | Album Top 100            | 34                |
| Hiszpania         | Album Top 100            | 42                |

| Kraj              | Lista (2013)                       | Miejsce |
| ----------------- | ---------------------------------- | ------- |
| Stany Zjednoczone | Top 25 R&B Albums of 2013          | 2       |
| Stany Zjednoczone | Top 100 R&B/Hip-Hop Albums of 2013 | 11      |
| Stany Zjednoczone | Billboard 200                      | 36      |
| Australia         | Top 50 Urban Albums 2013           | 16      |
| Szwajcaria        | Top 100 Albums of 2013             | 97      |
| Belgia (Walonia)  | Top 200 Albums of 2013             | 148     |

## Certyfikaty
| Kraj       | Certyfikat | Sprzedaż |
| ---------- | ---------- | -------- |
| Kanada     | Złoto      | 40 000   |
| Francja    | Złoto      | 50 000   |
| Meksyk     | Złoto      | 30 000   |
| Polska     | Złoto      | 10 000   |
| Szwajcaria | Złoto      | 15 000   |